# Gnotus tenuipes
Gnotus tenuipes är en stekelart som först beskrevs av Johann Ludwig Christian Gravenhorst 1829.  Gnotus tenuipes ingår i släktet Gnotus och familjen brokparasitsteklar. Inga underarter finns listade i Catalogue of Life.